# Fernanda Laguna
Fernanda Laguna (* 13. Juni 1972 in Hurlingham, Argentinien) lebt und arbeitet als bildende Künstlerin, Autorin und Kuratorin in Buenos Aires.
Neben ihrer Kunstproduktion und der Veröffentlichung von Gedichten gründete sie mehrere alternative Organisationen, wie zum Beispiel 1999 gemeinsam mit Cecilia Pavón den Verlag und die gleichnamige Galerie Belleza y Felicidad, die viele Jahre lang als Plattform für die Bekanntmachung von Künstlern und Schriftstellern diente.

## Biografie
Fernanda Laguna studierte an der Escuela Nacional de Bellas Artes Prilidiano Pueyrredón. Als bildende Künstlerin bringt sie in ihrer Arbeit, bestehend aus Collagen und Zeichnungen bis hin zu Liebesbriefen, radikale feministische Politik mit persönlichen Gefühlen in Verbindung. Die Emotionen in ihrer Arbeit äußern sich oft in umgangssprachlichen Worten, die handschriftlich auf Pappe oder Zeitschriftenausschnitte geschrieben sind, mit Aufklebern versehen auf Plakaten, Grußkarten etc., die auf eine analoge Grafikproduktion verweisen, die dem Aufkommen der sozialen Medien vorausging. Seit 1994 stellt sie regelmäßig in Argentinien aus, sowie unter anderem in den USA, Brasilien und Spanien. Fernanda Laguna gehörte zu den Künstlerinnen, die in den 90er Jahren im Centro Cultural Rojas in Buenos Aires ausstellten. 1999 gründete und leitete sie gemeinsam mit der Autorin Cecilia Pavón die Kunstgalerie und das Kulturzentrum Belleza y Felicidad, das bis 2008 aktiv war. Parallel zu ihrer visuellen Arbeit und ihrer kollektiven Tätigkeit entwickelte Fernanda Laguna ein umfangreiches literarisches Werk.

## Künstlerische Projekte
Sie kuratierte zahlreiche Ausstellungen in unabhängigen Kunsträumen und Museen in Argentinien und dem Rest der Welt, darunter im MALBA (Museo de Arte Latinoamericano de Buenos Aires), im Museu de Arte Contemporânea de Niterói, im argentinischen Konsulat in New York (USA) und viele andere. Als Künstlerin begann sie 1994 im Kulturzentrum Rojas in Buenos Aires auszustellen und hat an Einzel- und Gruppenausstellungen in Ecuador (Cuenca Biennale), Brasilien (6. und 9. Mercosur Biennale), Spanien, Kolumbien, Uruguay, Deutschland, den Vereinigten Staaten und Mexiko teilgenommen. Ihre Werke sind unter anderem in den Sammlungen des Museo de Arte Moderno in Buenos Aires, Museo de Arte Contemporáneo in Rosario, Museo de Arte Latinoamericano in Buenos Aires, Museo de Arte Contemporáneo in Salta, im Los Angeles County Museum of Art, Pérez Art Museum Miami und im Guggenheim Museum zu sehen.

### Wichtige Projekte
- Galerie Belleza y Felicidad (1999–2008)
- Verlag Belleza y Felicidad (1998–)
- Verlag Eloísa Cartonera (2003–2004)
- Raum für Poesie und Performance Tu rito (2010–2013)
- Escuela Secundaria Liliana Maresca  (2007–2010)
- Agatha Costure (2013–2016)
- Tu rito (2010–2013)
- Filmfestival soñar, soñar (2017)

## Literarisches Werk

### Prosa

#### Unter dem Pseudonym Dalia Rosetti
- Durazno reverdeciente (2003, La Calabaza del Diablo)
- Me encantaría que gustes de mí (2005, Mansalva)
- Dame pelota (2009, Mansalva)
- Sueños y pesadillas (2016, Mansalva)
- Durazno reverdeciente y Porque te quise mucho (2023, Iván Rosado)

### Lyrik
- Poesías (1995)
- Triste (1998)
- Fácil (1998, Belleza y Felicidad, gemeinsam mit Cecilia Pavón)
- Los celos no ayudan la culpa tampoco (1999, Belleza y Felicidad)
- Autoayuda (1999, Belleza y Felicidad)
- La señorita (1999, Belleza y Felicidad)
- Amigas (1999, Belleza y Felicidad)
- Samanta (1999, Belleza y Felicidad)
- La ama de casa (1999, Belleza y Felicidad)
- El comandante E. A. (2003, Belleza y Felicidad)
- Una chica menstrúa cada 28 o 33 días y es normal (2003, Belleza y Felicidad)
- Control o no control (2012, Mansalva)
- La princesa de mis sueños (2018, Iván Rosado)
- Los grandes proyectos (2018, Página/12)